# Biuti bambu
Biuti Bambú es una agrupación musical formada por Ichi Segovia y Clara Alvarado.

## Historia

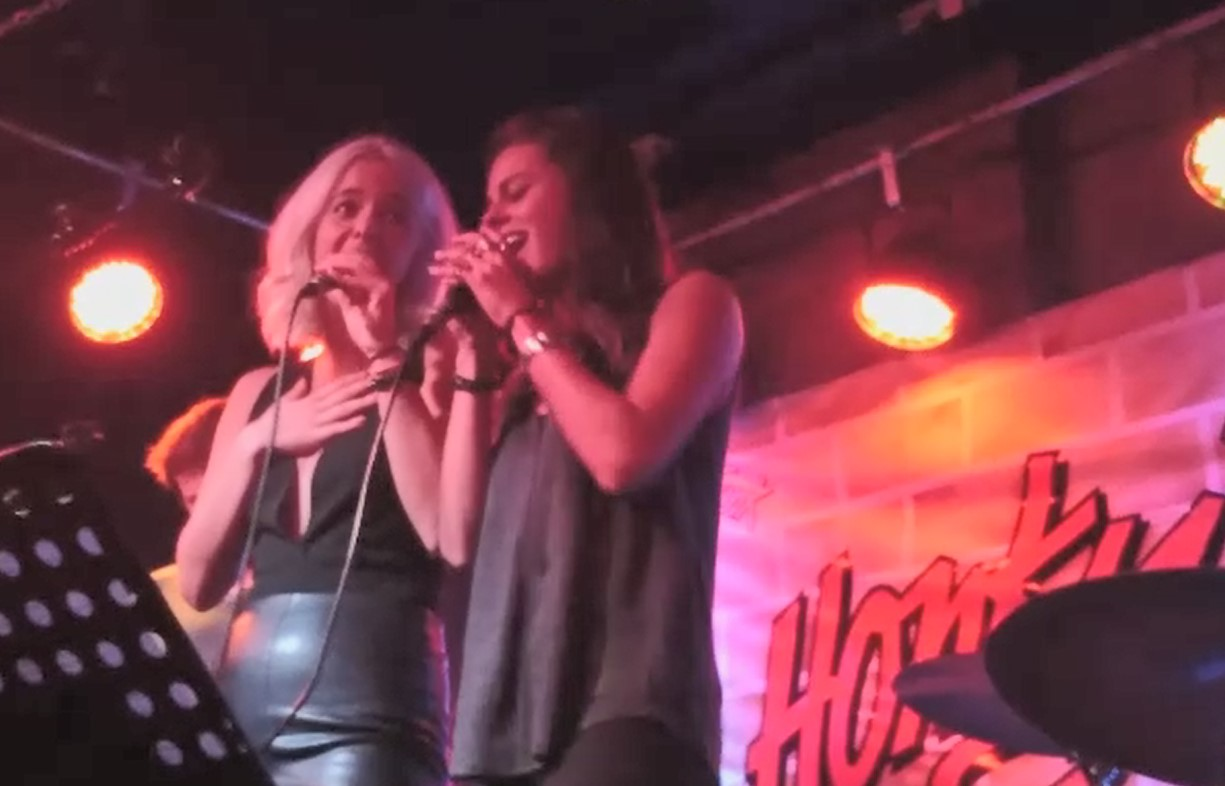
Jam sesion en Honky Tonk

### Inicios
Ichi y Clara se conocieron en la mítica sala madrileña Honky Tonk cuando un amigo en común las animó a cantar juntas. Cantaron Come what may, de Moulin Rouge. La conexión de sus voces fue evidente y sus amigos las impulsaron a explotar esa química.
Esto dio lugar a varios conciertos en los que versionaron canciones de artistas amigos que ya estaban empezando a crecer, pero poniéndole voz femenina. La repercusión fue tal que se animaron a hacer algo propio.

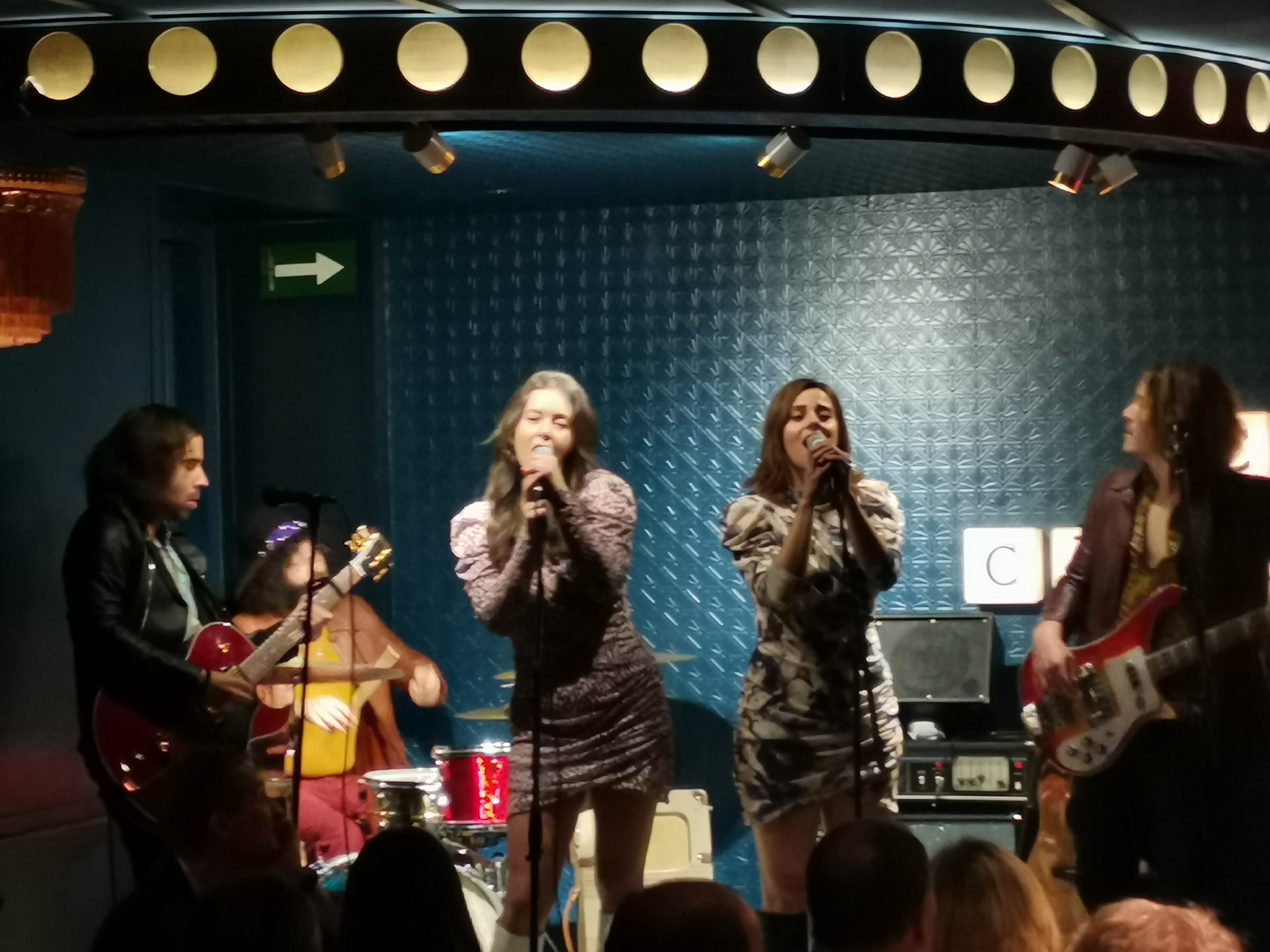
Presentación del grupo Biuti Bambú

### 2020
A principios de Febrero de 2020 se presentan como grupo dando un concierto en el castizo Cafe Comercial de Madrid. Un mes después llega el confinamiento por la pandemia de Covid-19 y todo se ralentiza. En Abril lanzan el primer sencillo, El diluvio universal que fue grabado desde sus respectivas casas, con la dificultad que ello supone. La canción sale en los principales agregadores de audio con una gran acogida y el grupo se empieza a prodigar en redes sociales. Mediante directos y entrevistas en varias plataformas digitales se van dando a conocer y comparten sus canciones. Mi mejor canción y Por siempre  fueron las siguientes en ver la luz. 
Poco a poco se va recuperando la normalidad y empiezan a dar conciertos con aforo limitado.
En Navidad lanzan el villancico Otra vez Navidad cuyos beneficios están destinados  para la investigación y lucha contra el cáncer infantil.

### 2021-presente

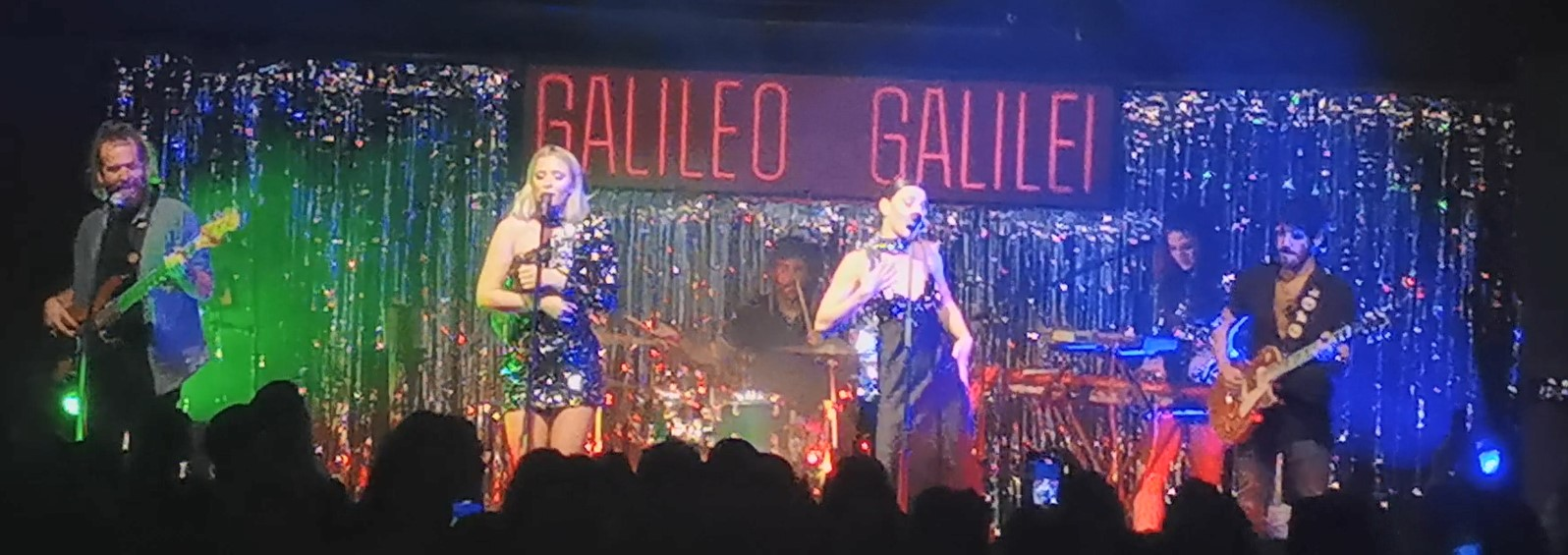
Concierto presentación del primer disco de Biuti Bambu

Con la “nueva normalidad” regresan los conciertos, las colaboraciones y los festivales.
Mientras continúan lanzando sencillos como Me quiero, Madrid o Acalorado, realizan colaboraciones con grupos como Los Fesser.
Una pequeña gira de la mano de la plataforma musical Vibra Mahou las lleva por varios escenarios de Madrid. Colaboran en el festival solidario La santa cuyo fin fue recaudar fondos para la provincia de Ávila por los incendios de agosto de 2021.
También participan como artistas invitadas en el concierto de Arde Bogotá en el festival Push & Play en el Hipódromo de la Zarzuela en Madrid.
Participan en el rodaje del documental Melódicos para Movistar + en el que además versionan la canción Soy rebelde de Jeanette
Comienzan el 2022 con un gran concierto en la Sala Sol dentro del Festival de invierno de Madrid, Inverfest.
En verano de 2022 participan con gran éxito en el Festival Gigante en Alcalá de Henares (Madrid). Poco después, repetirán la experiencia en el Festival Natural Sonora en Navalmoral de la Mata (Cáceres)
Siguen lanzando singles como Solo quiero estar contigo, Una buena historia, Alegría y Supergirl hasta que, a mediados de Noviembre, ve la luz su primer disco, Biuti Bambú.
Este disco homónimo compuesto por 10 canciones, 5 de ellas inéditas, es presentado con una gran acogida en la sala Galileo Galilei de Madrid.
En marzo de 2023 inician una gira en acústico, presentando las canciones del disco por algunos de los escenarios más emblemáticos del panorama nacional.

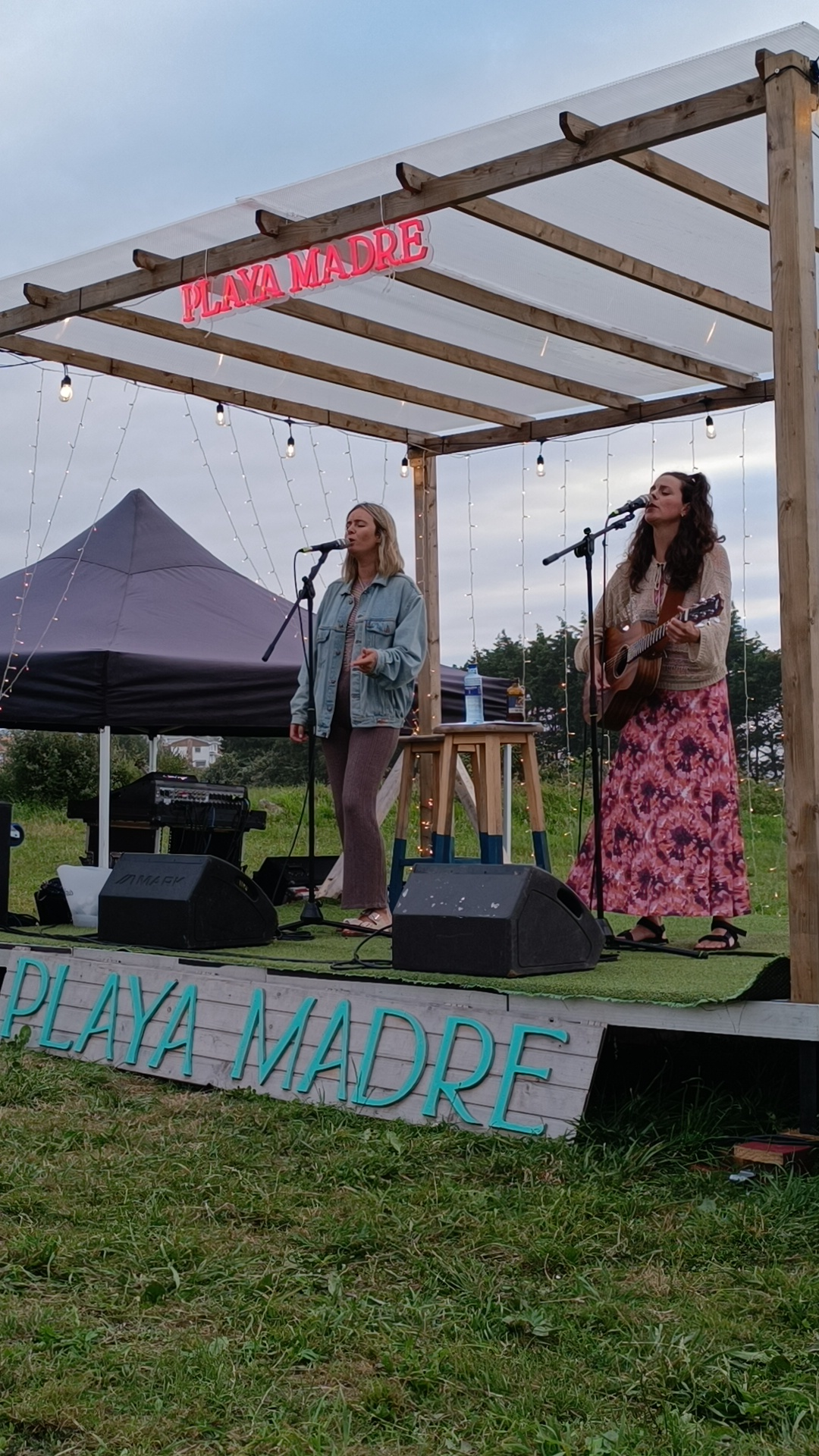
Biuti Bambú en Playa Madre (Asturias). En uno de sus conciertos de la gira de 2023

## Discografía
Álbumes de estudio
- 2022 Biuti Bambú

Singles
- 2020: El diluvio universal
- 2020: Mi mejor canción
- 2020: Por siempre
- 2020: Otra vez Navidad
- 2021: Me quiero
- 2021: Madrid
- 2021: Acalorado
- 2022: Solo quiero estar contigo
- 2022: Una buena historia
- 2022: Alegría
- 2022: Supergirl